# Copa Brasil de Clubes de Futebol de Areia de 2013
A Copa Brasil de Futebol de Areia ou Copa Brasil de Beach Soccer de 2013 foi a terceira edição do torneio realizado pela Confederação Brasileira de Beach Soccer sediado em Manaus. O torneio contou com 10 equipes participantes e serviu para o treinador da Seleção Júnior Negão escolher os jogadores que disputarão a Copa do Mundo no Taiti 2013.
Pelo regulamento, no Grupo A, com quatro equipes, os dois melhores clubes se classificam para a próxima fase, enquanto que nos Grupos B e C, com três times cada, apenas o líder passa as semifinais.
O Flamengo venceu a final da competição, conquistando seu primeiro título do torneio nacional.

## Times Participantes
| Equipe         | Cidade         | Em 2012 | Títulos        |
| -------------- | -------------- | ------- | -------------- |
| Avaí           | Florianópolis  | —       | 0 (não possui) |
| Bahia          | Salvador       | —       | 0 (não possui) |
| Botafogo       | Rio de Janeiro | 5º      | 1 (2011)       |
| Desportiva     | Vitória        | —       | 0 (não possui) |
| Fast           | Manaus         | —       | 0 (não possui) |
| Flamengo       | Rio de Janeiro | 3º      | 0 (não possui) |
| Manaus FC      | Manaus         | 10º     | 0 (não possui) |
| Sampaio Corrêa | São Luís       | 2º      | 0 (não possui) |
| Vasco da Gama  | Rio de Janeiro | 1º      | 1 (2012)       |

## Grupo A
| Time     | Pts | J | V | V+ | D | GP | GC | SG  |
| -------- | --- | - | - | -- | - | -- | -- | --- |
| Vasco    | 9   | 3 | 3 | 0  | 0 | 25 | 9  | 16  |
| Flamengo | 6   | 3 | 2 | 0  | 1 | 21 | 13 | 8   |
| Avaí     | 3   | 3 | 1 | 0  | 2 | 9  | 16 | -7  |
| Fast     | 0   | 3 | 0 | 0  | 3 | 5  | 22 | -17 |

| 15 maio de 2013 | Flamengo                                        | 6 - 3     | Avaí                       | Coliseu do Norte, Manaus |
| 19:00           | Bruno Malias · André · Anderson · Daniel Zidane | Relatório | Osnildo · Matheus · Geisel | Público: 12 000          |

| 15 maio de 2013 | Vasco                                                          | 9 - 1     | Fast  | Coliseu do Norte, Manaus |
| 21:00           | Lucas · Bueno · Bruno Xavier · Boquinha · Cesinha · Mauricinho | Relatório | Nixon | Público: 12 000          |

| 16 maio de 2013 | Vasco                                                  | 9 - 2     | Avaí              | Coliseu do Norte, Manaus |
| 19:15           | Bruno Xavier · Jorginho · Bueno · Betinho · Mauricinho | Relatório | Osnildo · Jadison | Público: 7 500           |

| 16 maio de 2013 | Flamengo                               | 9 - 3     | Fast              | Coliseu do Norte, Manaus |
| 20:30           | Bruno Malias · André · Anderson · Fred | Relatório | Marinho · Rodrigo | Público: 7 500           |

| 17 maio de 2013 | Avaí                       | 4 - 1     | Fast | Coliseu do Norte, Manaus |
| 18:00           | Zé Boca · Mateus · Jadison | Relatório |      | Público: 2 600           |

| 17 maio de 2013 | Flamengo              | 6 - 7     | Vasco                                           | Coliseu do Norte, Manaus |
| 21:00           | André · Toinho · Fred | Relatório | Cazé · Lucas · Boquinha · Catarino · Mauricinho | Público: 21 000          |

## Grupo B
| Time         | Pts | J | V | V+ | D | GP | GC | SG |
| ------------ | --- | - | - | -- | - | -- | -- | -- |
| Sport Recife | 3   | 2 | 1 | 0  | 1 | 11 | 7  | 4  |
| Botafogo     | 3   | 2 | 1 | 0  | 2 | 5  | 4  | 1  |
| Manaus FC    | 3   | 2 | 1 | 0  | 1 | 7  | 12 | -7 |

| 15 maio de 2013 | Botafogo        | 3 - 1     | Sport Recife | Coliseu do Norte, Manaus |
| 20:00           | Bernardo · Alan | Relatório | Fernando DDI | Público: 6 000           |

| 16 maio de 2013 | Manaus FC        | 4 - 10    | Sport Recife                                                                                             | Coliseu do Norte, Manaus |
| 21:45           | Dario · Jordan · | Relatório | Laercio José · Gleidson Alves · Felipe Duarte · Carlos André · Fernando DDI · Kleber Alves · João Carlos | Público: 1 500           |

| 17 maio de 2013 | Manaus FC | 3 - 2 | Botafogo | Coliseu do Norte, Manaus |
| 20:00           |           |       |          | Público: 4 300           |

## Grupo C
| Time           | Pts | J | V | V+ | D | GP | GC | SG |
| -------------- | --- | - | - | -- | - | -- | -- | -- |
| Sampaio Corrêa | 6   | 2 | 2 | 0  | 0 | 7  | 2  | 5  |
| Desportiva     | 2   | 2 | 0 | 1  | 2 | 7  | 8  | -1 |
| Bahia          | 0   | 2 | 0 | 0  | 2 | 6  | 10 | -4 |

| 15 maio de 2013 | Sampaio Corrêa                        | 4 - 1     | Bahia | Coliseu do Norte, Manaus |
| 18:00           | Roberto Muniz · Reyder · Luis Alberto | Relatório | Ramon | Público: 3 500           |

| 16 maio de 2013 | Desportiva            | 6 - 5 pro. | Bahia                | Coliseu do Norte, Manaus |
| 18:15           | Gil · Anderson · Buru | Relatório  | Souza · Luis Antonio | Público: 2 100           |

| 17 maio de 2013 | Sampaio Corrêa           | 3 - 1     | Desportiva | Coliseu do Norte, Manaus |
| 23:00           | Eudin · Reyder · Datinha | Relatório | Anderson   | Público: 1 200           |

## Semifinais
| 18 maio de 2013 | Vasco        | 2 - 3     | Sport Recife            | Coliseu do Norte, Manaus |
| 09:30           | Bruno Xavier | Relatório | Gleidson · Carlos André | Público: 9 200           |

| 18 maio de 2013 | Flamengo                                                    | 5 - 0     | Sampaio Corrêa | Coliseu do Norte, Manaus |
| 11:00           | Bruno Malias · Anderson · Cazé · Juninho Alagoano · André · | Relatório |                | Público: 9 600           |

## Terceiro Lugar
| 19 maio de 2013 | Vasco                                | 6 - 5     | Sampaio Corrêa               | Coliseu do Norte, Manaus |
| 08:30           | Bruno Xavier · Catarino · Boquinha · | Relatório | Datinha · Edinho · Marques · | Público: 8 300           |

## Final
| 19 maio de 2013 | Flamengo                          | 3 - 2     | Sport Recife    | Coliseu do Norte, Manaus |
| 10:00           | Anderson · Toinho · Daniel Zidane | Relatório | Juninho · Edney | Público: 10 000          |

## Premiação
| Copa Brasil de Beach Soccer 2013 |
| Rio de Janeiro                   |
| -------------------------------- |
| FLAMENGO Campeão (1° título)     |